# Veronika Zemanová
Veronika Zemanová (* 14. dubna 1975, České Budějovice) je bývalá česká modelka a herečka převážně erotického žánru.

## Život
Narodila se v Českých Budějovicích. Mezi roky 1993–1997, před začátkem kariéry v pornoprůmyslu, pracovala v Praze jako fotografka. S modelingem začala roku 1997. Vystupovala pod pseudonymem „Eva“, později však začala používat své pravé jméno. Má za sebou stovky výstupů (fotky, filmy) a je na obalech nejpopulárnějších erotických časopisů světa (např. Playboy). Pózovala i pro mnoho webových stránek, např. Suze Randall.[zdroj?] V roce 2003 se provdala za Francise Oswalda Urs Schnetzlera a po sňatku skončila s modelingem. Její aktivní roky v pornoprůmyslu byly 2002–2004 a v současné době[kdy?] žije se svým mužem v zahraničí.[zdroj?]
V roce 2005 britský scenárista Jayson Rothwell natočil film Zemanovaload, kde je spisovatel John Davies (Ed Byrne) zamilovaný do Veroniky Zemanové.[zdroj?]